# エリーザベト・ヘンリエッテ・フォン・ヘッセン＝カッセル
エリーザベト・ヘンリエッテ・フォン・ヘッセン＝カッセル（ドイツ語：Elisabeth Henriette von Hessen-Kassel, 1661年11月18日 - 1683年7月7日）は、後のブランデンブルク選帝侯・プロイセン王フリードリヒ1世の妃。夫の即位前に死去した。

## 生涯
エリーザベト・ヘンリエッテはヘッセン＝カッセル方伯ヴィルヘルム6世とヘートヴィヒ・ゾフィー・フォン・ブランデンブルクの娘である。父ヴィルヘルム6世は早くに亡くなり、大選帝侯フリードリヒ・ヴィルヘルムの妹である母ヘートヴィヒ・ゾフィーがエリーザベト・ヘンリエッテの教育に注意を払い、改革派の信仰に基づいて行われた。
母ヘートヴィヒ・ゾフィーは娘と甥ブランデンブルク選帝侯継嗣フリードリヒとの結婚をすすめた。皇帝レオポルト1世の妹もまたフリードリヒの結婚相手の候補として挙がっていた。エリーザベト・ヘンリエッテとフリードリヒは子供の頃からの旧知の間柄であり、互いに好感を持っていた。1676年に2人は公式に婚約したが、その3年前にすでに密かに婚約していた。
1678年4月、母ヘートヴィヒ・ゾフィーは娘を連れてベルリンに向かった。しかしナイメーヘンの和約の成立を待ったことと資金不足のために、結婚式は1年後に行われた。1679年8月13日、エリーザベト・ヘンリエッテとフリードリヒはベルリン宮殿で結婚式を挙げた。ディートリヒ・ジークムント・フォン・ブーフは日記に次のように書いている。
SKD（選帝侯）が選帝侯太子の結婚式をその日に行うことを決めたとき、SKDは選帝侯妃とまだ寝所にいた。選帝侯妃はすぐに方伯妃ヘートヴィヒ・ゾフィーにメモを送り、方伯妃は非常に喜んだ。昼までに結婚式について宮廷中に告知された。夜になって、SKDは他の高位の人々とともに現れた。右側にヘッセン伯女、左側に選帝侯太子を伴い、普段食事に用いている小さなホールへ入った。そこにはカーペットで覆われた小さな机があり、その前にはひざまずくためのベンチが置かれていた。
エリーザベト・ヘンリエッテとフリードリヒはケーぺニック宮殿に住んだ。そこはフリードリヒが1677年から1681年にかけて改築していた。1680年9月29日、エリーザベト・ヘンリエッテの唯一の子供が生まれた。その子供は三人の祖母の名を取ってルイーゼ・ドロテア・ゾフィーと名付けられ、1700年にヘッセン＝カッセル方伯継嗣フリードリヒと結婚した。フリードリヒは後にスウェーデン王フレドリク1世となった。
娘の誕生から3年後、エリーザベト・ヘンリエッテは21歳で天然痘のため死去した。夫婦仲は良く、フリードリヒは妻の死に嘆き悲しんだ。エリーザベト・ヘンリエッテはベルリン大聖堂に埋葬された。